# Borgo medievale di Nettuno

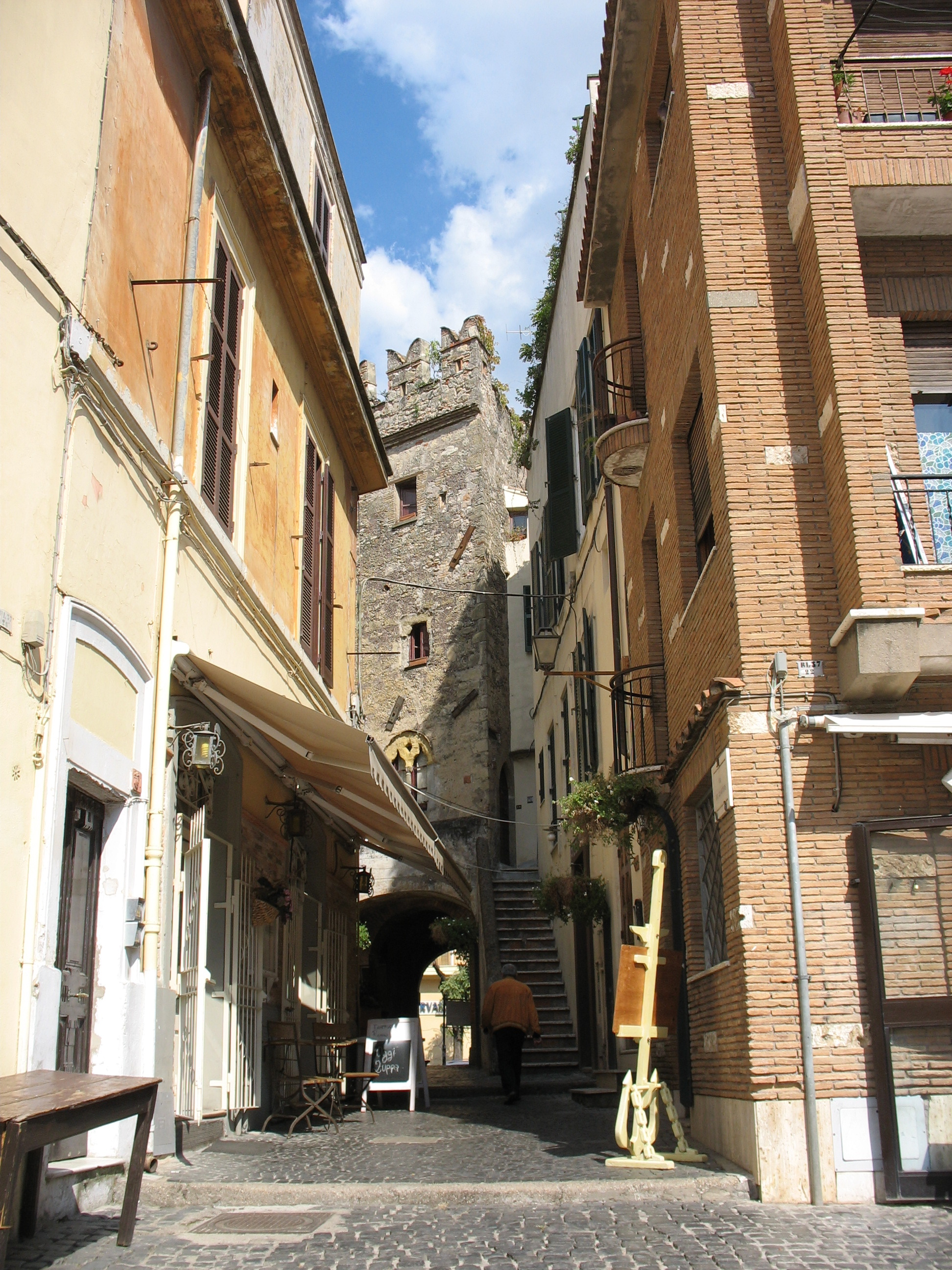
Via del Quartiere.

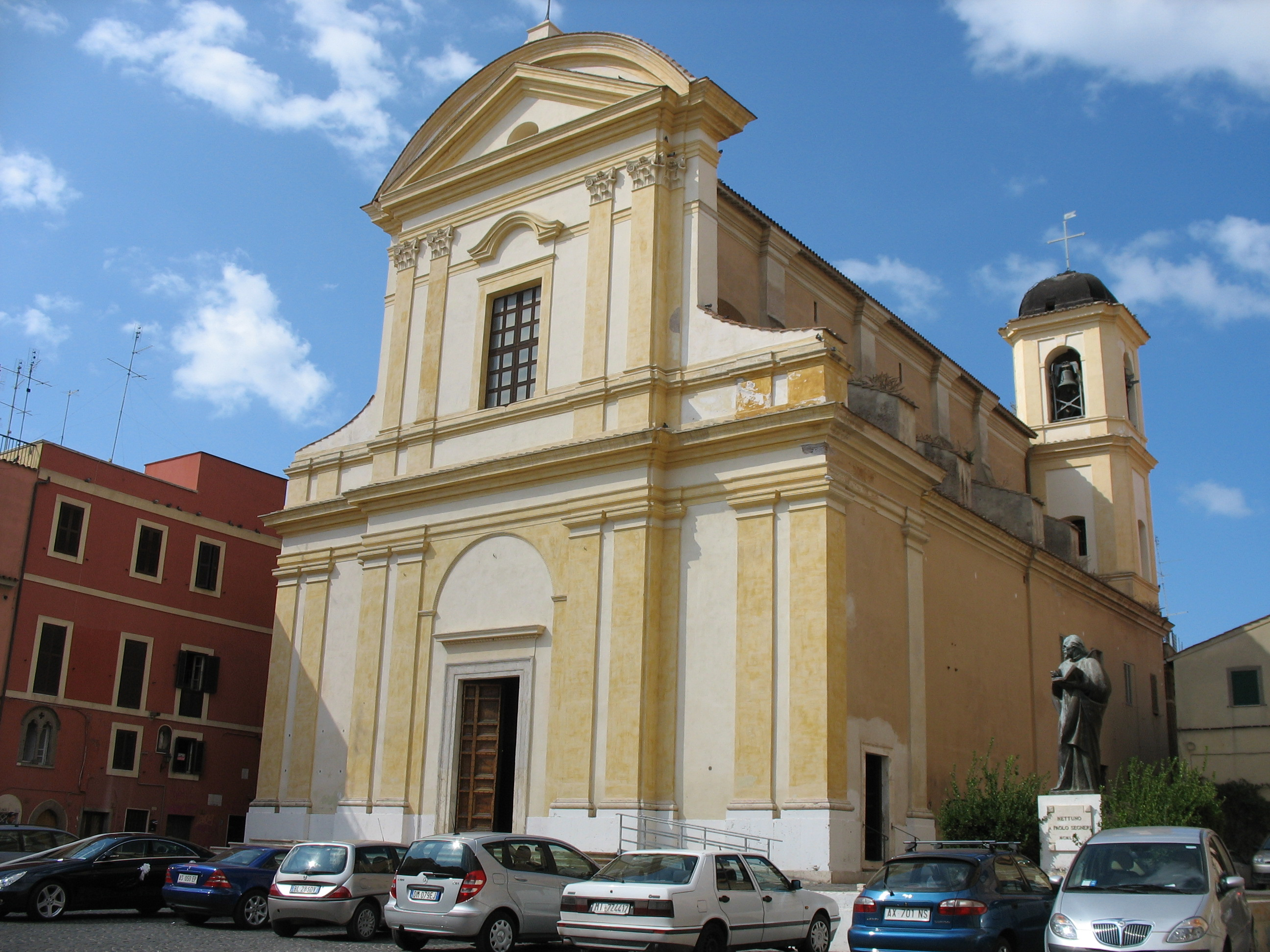
La Chiesa di San Giovanni.

Il borgo di Nettuno è la parte più vecchia della città tirrenica. Si trova sul lungomare Matteotti, a ridosso del mare.

## Storia
Il borgo anche se definito medioevale ha origini molto più antiche. Era il porto e la parte più antica della città volsca Antium, formata dalle odierne Anzio e Nettuno ed era chiamato Cenone. È quindi l'area più antica dell'intera Antium. Quando nel 68 morì Nerone, il quale aveva costruito il porto Neroniano, a nord rispetto a dove ora c'è quello Innocenziano ad Anzio e il tempio del Dio Nettuno nell'attuale borgo, Antium andò in rovina, in seguito a numerosi saccheggi e razzie da parte dei Goti, e i suoi abitanti migrarono nel borgo nettunese. Meno di dieci anni dopo la morte di Nerone, avvenuta il 9 giugno dell'anno 68, Antium fu già quasi tutta in rovina.  All'inizio del VI secolo Antium, come tante altre città, fu saccheggiata e distrutta dai Goti, che scorrazzavano per il Lazio e per il litorale romano seminando distruzione e morte.
Fu così il quartiere di Nettuno a continuare la storia dell'antica Antium: il porto di Antium venne abbandonato, e tutti i sopravvissuti si spostarono in un piccolo gruppo di case intorno al tempio del Dio Nettuno, che dopo poco tempo sarebbe diventato l'attuale borgo medioevale di Nettuno. Nel IX secolo, Nettuno subì l'occupazione da parte dei Saraceni e gli abitanti scapparono verso i monti, nelle foreste, ma le truppe di papa Benedetto VIII, decimarono i Saraceni, salvando donne e bambini, che formarono il nuovo nucleo di Nettuno. Il Papa scacciò i Tuscolo, feudatari di Nettuno, e il feudo passò prima nelle mani dei monaci di Grottaferrata e poi agli Orsini i quali costruirono la cinta muraria dotata di otto torri, tutte intorno al borgo. Nel XVI secolo Nettuno non era altro che un piccolo centro abitato, circondato di mura e di torri, al cui centro sorgeva la chiesa di San Giovanni e poco più avanti c'era il forte Sangallo, fatto costruire all'inizio del secolo, tra il 1501 e il 1503, da papa Alessandro VI Borgia, per difendere lo Stato Pontificio dagli assalti di predoni, corsari, pirati arabi e africani.
Nel biennio 1625/26 lo Stato Pontificio, dopo averlo acquistato nel 1594 da Marcantonio Colonna (III) per quattrocentomila scudi, restaurò il borgo e ricostruì il baluardo S. Rocco.
Agli inizi del XX secolo il borgo restava il cuore della cittadina. Ricco di palazzi signorili e di case semplici, tutto intorno alla Chiesa Collegiata, dedicata ai Santi Giovanni Battista ed Evangelista. Intorno alla Collegiata c'erano l'Oratorio del Carmine, la chiesa del SS. Sacramento, il palazzo baronale già dei Colonna, ora proprietà dei Borghese. Nel borgo vi erano inoltre il palazzo dei Segneri e il maestoso palazzo Doria-Pamphilj con gli affreschi di Pier Francesco Mola visibili nelle sale della scuola attigua al Palazzo stesso.

## Ingressi

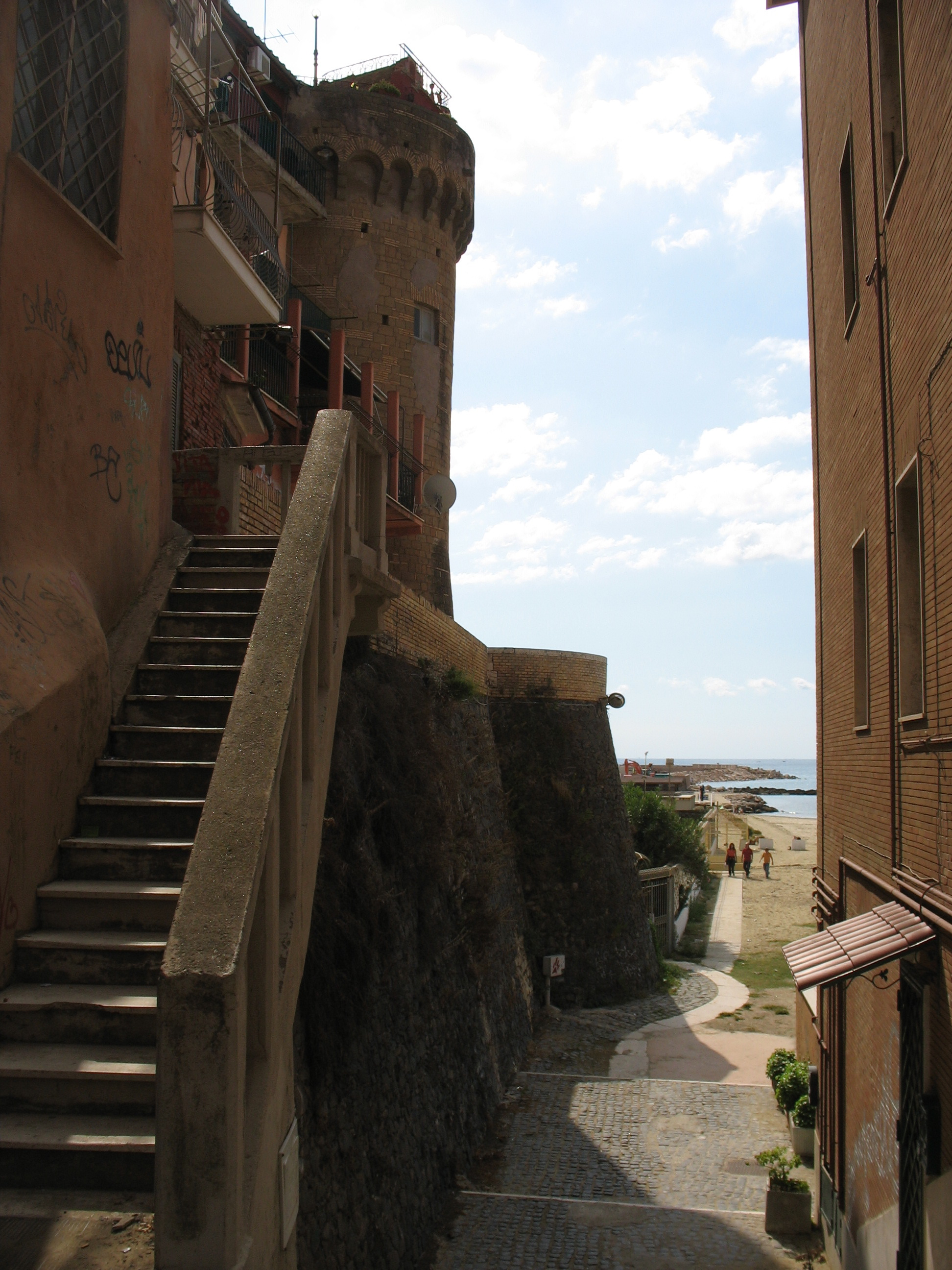
La scala che porta in via del Cavone.

Gli accessi alla città fortificata si trovano lungo il lungomare Matteotti, su Piazza Mazzini, in via della Resistenza Nettunese, e sul porto turistico. Sul lungomare si accede attraverso due porte ad arco a tutto sesto che portano in via del Baluardo e via del Quartiere. Da piazza Mazzini si entra in via Marcantonio Colonna. Da via della Resistenza Nettunese, attraverso una scala si raggiunge via del Cavone. Dal porto si entra nel borgo attraverso due scale in via Stefano Porcari e in via del Mare.

## Urbanistica
Per la conformazione tipica medioevale, le strade sono molto strette e di conseguenza pedonali. Le uniche piazze dove si può accedere, seppur limitatamente, sono piazza Guglielmo Marconi, piazza San Giovanni, e piazza Segneri – Soffredini.

### Vie
- Via del Baluardo
- Via del Quartiere
- Via dello Steccato
- Via Andrea Sacchi
- Via Marcantonio Colonna
- Via Stefano Porcari
- Via del Mare
- Via del Cavone
- Via Antonio Ongaro.

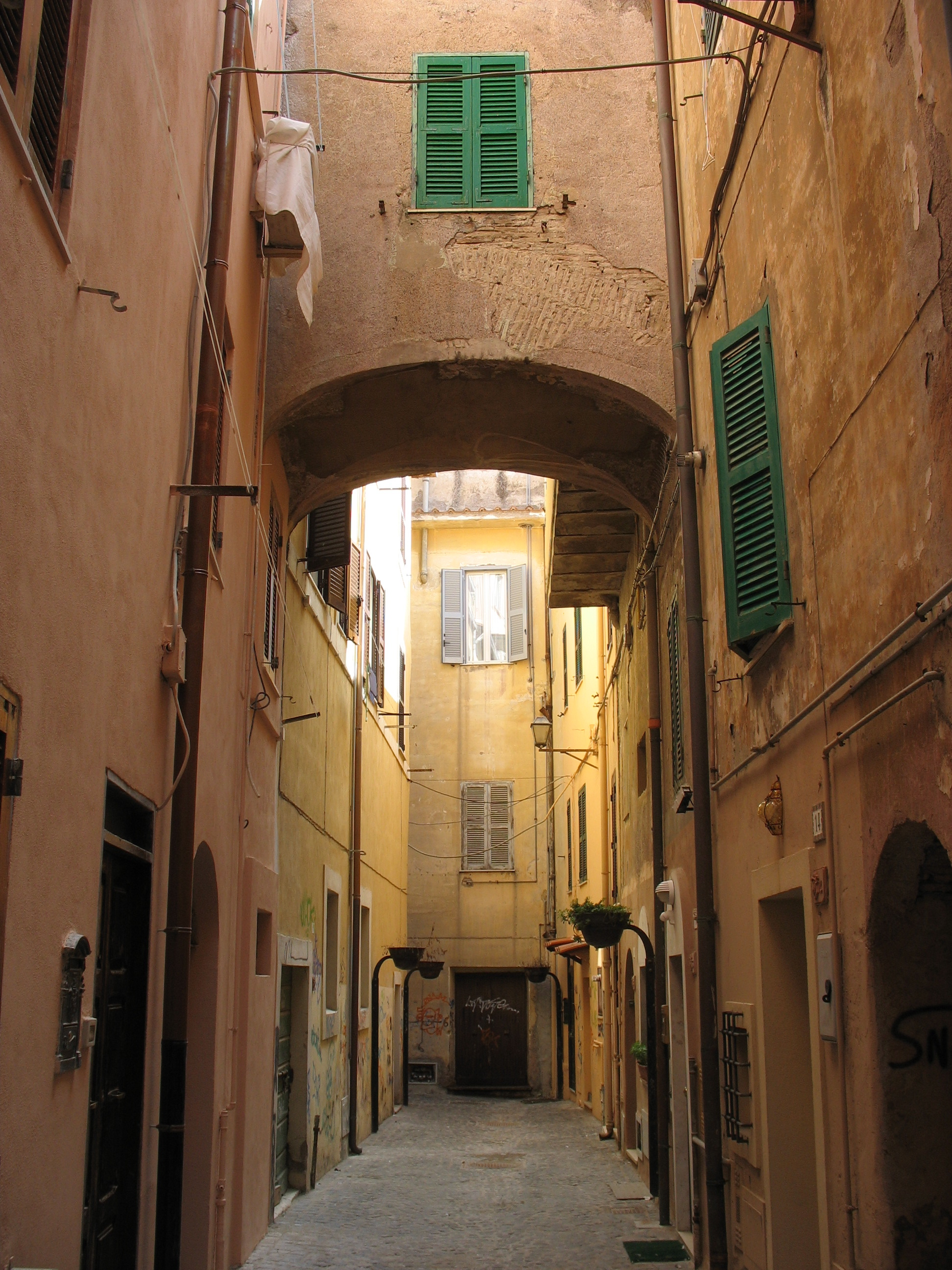
Il Borgo medievale di Nettuno.

Si intersecano inoltre molti vicoli che prendono il nome delle vie ad essi perpendicolari come vicolo del Baluardo.

### Piazze
- Piazza Guglielmo Marconi
- Piazza San Giovanni
- Piazza Segneri – Soffredini
- Piazza Andrea Sacchi
- Piazza Stefano Porcari.

## Edifici storici
- Palazzo Doria Pamphili

## Il borgo oggi
Il borgo attualmente è abitato. Le case si trovano nelle vie e nelle piazze, e soprattutto lungo la cinta muraria e nelle torri. È frequentato dai cittadini per la presenza della Chiesa di San Giovanni e per i numerosi esercizi commerciali. Nelle sere, soprattutto quelle estive, le vie del borgo si riempiono di gente per la massiccia presenza di locali, bar, gelaterie, enoteche, club e ristoranti.